# Тазумуддин
Тазумуддин (бенг. তজমুদ্দিন, англ. Tazumuddin) — город на юге Бангладеш, административный центр одноимённого подокруга. Площадь города равна 13,7 км². По данным переписи 2001 года, в городе проживало 15 747 человек, из которых мужчины составляли 52,07 %, женщины — соответственно 47,93 %. Плотность населения равнялась 1149 чел. на 1 км². Уровень грамотности населения составлял 35,2 % (при среднем по Бангладеш показателе 43,1 %). 